# خیمی کسادا
خیمی کسادا (انگلیسی: Jaime Quesada؛ زادهٔ ۲۱ سپتامبر ۱۹۷۱) بازیکن فوتبال اهل اسپانیا است.
از باشگاه‌هایی که در آن بازی کرده‌است می‌توان به باشگاه فوتبال رکریتیوو اوئلوا، باشگاه فوتبال رئال بتیس، و باشگاه فوتبال لاس پالماس اشاره کرد.